# Emmanuel Garnier
 (septembre 2012).
Si vous disposez d'ouvrages ou d'articles de référence ou si vous connaissez des sites web de qualité traitant du thème abordé ici, merci de compléter l'article en donnant les références utiles à sa vérifiabilité et en les liant à la section « Notes et références ».
Emmanuel Garnier est un pianiste classique français.

## Biographie
Élève du Conservatoire de Château Thierry, il est remarqué à l'âge de 10 ans lors d'un concert par Alain Weber, pianiste-compositeur et titulaire du Grand Prix de Rome. Après l'obtention d'une médaille d'or en piano et en solfège, il bénéficie au Conservatoire de Reims des conseils de Jean-Claude Englebert, ancien élève d'Alfred Cortot. Il se produit régulièrement en concert seul, à quatre mains ou avec diverses formations de chambre. 